# Търновски пролом
Търновският пролом (старо название Дервент) е пролом на река Янтра в Северна България, в Средния Предбалкан, между Беляковското плато на запад и Арбанашкото на изток в Община Велико Търново, област Велико Търново.
Проломът е дължина около 11 km, а средната му надморска височина е 124 m. Започва в южната промишлена зона на град Велико Търново, на 142 m н.в. и се насочва на север, като разделя Мурманлия баир на запад от Малочифлишкия рид на изток. В началото ширината му е от 450 m, след това се стеснява до 120 m на север, а дължината – 750 m, след което в района на жп гарата следва малко долинно разширение. В този си участък проломът носи името Устето. По-нататък, в старата част на града прави живописни меандри и тук ширината му достига до 2,2 km, а надморската височина 124 m. След гара Трапезица проломът отново се насочва на север, стеснява се до 650 m и след около 6 km завършва югоизточно от село Самоводене на 106 m н.в. Тук река Янтра излиза от Предбалкана и навлиза в Дунавската равнина.
Всечен е до 280 m между двете плата със склонове короновани от варовикови корнизи и стръмни, на места отвесни откоси, обрасли с храсталаци. В централната част на пролома амфитеатрално е разположена старата част на град Велико Търново, заедно с трите исторически хълма Царевец, Трапезица и Света гора, между които живописно меандрира река Янтра. В северната му част, високо над реката, в скалните откоси са разположени Преображенския (на левия бряг) и Патриаршеския манастир, а в средата на пролома, долу до реката – една от най-старите български църкви „Свети 40 мъченици“.
През пролома от север на юг преминава участък от 11,7 km от първокласния Републикански път I-5 Русе – Велико Търново – Габрово – Стара Загора – Хасково – Кърджали – ГКПП Маказа - Нимфея (от km 94,4 до km 106,1). В участъка през пролома на шосето са изградени 3 моста и два тунела под града. Успоредно на него преминава и участък от жп линията Русе – Горна Оряховица – Подкова, като на нея също са изградени 2 моста и 2 тунела. Над най-тясната част от пролома е изграден идин от най-високите мостове в България, по който преминава участък от първокласния Републикански път I-4 мест. Коритна – Велико Търново – Търговище – Шумен, при km 128,5.

## Топографска карта
- Лист от карта K-35-28. Мащаб: 1 : 100 000.